# گالابتس (استان خاسکوو)
گالابتس (به بلغاری: Galabets) یک منطقهٔ مسکونی در بلغارستان است که در شهرستان هاسکوفو واقع شده‌است.